# Paloma Fernández Gomá
Paloma Fernández Gomá (Madrid, 1953) es una poeta, escritora y crítica literaria española.

## Reseña biográfica
Paloma Fernández Gomá nació en Madrid, en 1953. Maestra y profesora diplomada en Geografía e Historia. Estudió la licenciatura de Historia. Su vocación poética se inició muy temprano y, tras asiduas lecturas de autores clásicos de la literatura, su obra lírica se fue perfeccionando, en un proceso de crecimiento y maduración de su expresión:

«La Poesía siempre llamó a mi puerta o bien siempre estuve con la puerta abierta, desde niña, adolescente y durante la juventud. Siempre leí mucho a los clásicos, la Generación del 27, Generación del 98, Juan Ramón Jiménez, Antonio Machado...Un largo etcétera de autores.»

Su faceta creativa está influida por el poeta gaditano, del Grupo Poético de los Sesenta, Rafael Soto Vergés. El reconocido escritor, cronista y gestor cultural Alejandro Rejón Huchin, en la primera entrega de la columna «Panorama Intercultural», del diario Senderos del Mayab —medio de información del Yucatán (México)— la presenta como una poeta tradicionalista que trasciende la historicidad, no solamente porque rescata con total desenfado el viejo lirismo ya casi olvidado sino también porque en su obra literaria recurre a símbolos y analogías que combinan la estilística clásica con la contemporánea para recuperar reflexiones que han estado siempre presentes en el imaginario colectivo y concitar al mismo tiempo profundas emociones.
Su obra, sobre todo sus poemas, que está recogida en distintas antologías de ámbito nacional e internacional, ha sido traducida a distintas lenguas: mallorquín, inglés, francés, italiano, portugués (por la poeta y ensayista bracarense María Do Sameiro Barroso), rumano y árabe. Colabora tanto en medios nacionales como internacionales, en libros de homenaje y pliegos poéticos y escribe crítica literaria en diversos suplementos literarios. 
En el año 2000 coordinó la antología Arribar a la Bahía, una recopilación de poesía de escritores de España, Marruecos y Gibraltar y que fue el germen de la revista Tres Orillas.
En 2010 recibió el premio La Barraca de Letras y Teatro que entrega la Fundación Dos Orillas de la Diputación Provincial de Cádiz en reconocimiento a su labor en pro del acercamiento intercultural de los pueblos a través de la literatura.
Desde el año 2012 dirige la revista cultural Dos Orillas, de la que es su fundadora. La revista da cabida a escritores, sobre todo, a poetas, prosistas, pintores e ilustradores pero también a críticos literarios y ensayistas, y es, ante todo, un cauce de relación y expresión para los artistas del territorio fronterizo que le da nombre.
Paloma Fernández Gomá es miembro de honor de la AEMLE (Asociación de Escritores Marroquíes en Lengua Española) y fue asesora literaria del Instituto Transfronterizo del Estrecho de Gibraltar, hasta su cierre. En la actualidad es miembro de la Junta Directiva de la Asociación Andaluza de Escritores y Críticos Literarios, y perteneció a la Asociación Mujeres y Letras, Barcelona y a la Fundación Al-Idrisi de cooperación hispano marroquí.
El 19 de mayo de 2023 ingresó en la Real Academia de Nobles Artes de Antequera como Académica Correspondiente. Su discurso versó sobre  “Hispanismo Marroquí, donde habita la lengua de Cervantes más allá del Estrecho de Gibraltar”, y cuya laudatio corrió a cargo de la Encarna Lara, Académica Correspondiente de esa Real Corporación.
Autora fecunda, con más de veinte obras publicadas que configuran una dilatada y cualificada trayectoria literaria. Entre sus poemarios destacan los siguientes: El ocaso del Girasol (Algeciras, 1991), Calendas (Madrid, 1993), Sonata floral que fuera galardonado en el año 1999 con el premio de poesía Victoria Kent, Senderos de Sirio, premio de poesía María Luisa García Sierra, Ángeles del desierto (Málaga, 2007), Acercando orillas (Cádiz, 2008) y Espacios oblicuos (2015).
En el poemario Ángeles del desierto, publicado en 2007 por el Ayuntamiento de Málaga, dentro de la colección Ancha del Carmen, tiende decididos puentes entre las culturas de las dos orillas del Estrecho, donde el desierto, las luces y las sombras, los aromas y los sentidos, el paisaje y sus gentes son una constante, y siempre vela un ángel, al que reconoce como "espíritu celeste que se encuentra en las tres religiones que conformaron Al-Andalus" (Medrano, 2010). Versos del poemario fueron musicalizados y editados por el cantautor algecireño Ramón Tarrío, en el año 2010, en un disco con el mismo título.
Acercando Orillas, dividido en tres apartados (Calle del Agua, Ángeles del desierto y Único poema), comprende poemas pluridimensionales de orientación árabe-andalusí, que nos ofrecen —dejando al lado su poesía barroca y arraigada— temas de reflexión para el fomento de la amistad entre los pueblos de ambos lados del Estrecho. En la cuarta edición actualizada de la guía de lectura Mil y un libros para asomarse al mundo árabe, publicada por Casa Árabe-IEAM en 2010, Arantxa López realiza la siguiente reseña de este poemario:

«Estos casi cuarenta poemas tienen la vocación de acercar y entender dos realidades que la autora conoce bien: las del sur de España y el norte de Marruecos, las dos aceras de esa calle de agua que es el estrecho de Gibraltar. Se trata de una poesía cargada de símbolos, en los que se evocan a menudo elementos del paisaje o la historia, dotándolos de una voz nueva.»

Zéjeles de alborada (2010) es el segundo número de la colección Zéjeles del Estrecho, proyecto literario y cultural de la Fundación Dos Orillas, de la Diputación Provincial de Cádiz, que pretende recuperar el zéjel, poema hispanoárabe que se desarrolló en el siglo XI en Al-Ándalus, símbolo de la expresión lírica popular y del entendimiento entre culturas y préstamos lingüísticos.
En la versión bilingüe español-árabe, ha sido traducido al árabe por el profesor de la Universidad de Tetuán, Chakib Chairi, y publicado por la editorial Imagenta, Tarifa, en 2019. Esta última edición cuenta con ilustraciones del pintor algecireño Antonio López Canales.
Las edades del alma (2016), es un poemario de temática filosófica, escrito con léxico cultista, estructurado en siete niveles que se corresponden con los respectivos niveles o edades del alma en la mística (espiritualidad y trascendencia). Presenta el tránsito por los tópicos literarios desde los orígenes del ser, pasando por el ostracismo, el tempus fugit, el ubi sunt, el pesimismo, la reconciliación hasta el desasosiego y la muerte. Es una metáfora del paso del tiempo y sus símbolos.
Iris, que obtuvo reseñas de destacados críticos literarios como Francisco Morales Lomas, Manuel Gahete Jurado, Albert Torés, Ana Herrera y Pilar Quirosa-Cheyrouze, brinda una reflexión sobre los insondables interrogantes y vivencias del ser humano: el pasado, el amor, la vida, la muerte, la ausencia, la nostalgia, el paso del tiempo, la soledad o los recuerdos. La obra, en opinión del crítico literario y académico, Manuel Gahete, aúna fundamentalmente dos conceptos esenciales: el pensamiento mítico —en el juego poético que yuxtapone y amalgama la figura de la diosa que anuncia el pacto de los seres humanos con la divinidad y el iris como membrana o filtro entre lo manifiesto y lo oculto— con el ansia de la solidaridad: 

«La mirada sirve para establecer ese puente invisible entre lo externo y lo íntimo, lo material y lo ilusorio. Es sin duda el motor esencial que nos capacita para reconstruir con palabras el universo visible que penetra en nuestro ánimo a través de los sentidos».

Algunos de los poemas de esta obra han sido traducidos al griego y editados por la prestigiosa revista de poesía Hécate, Ars Poetica, Revista Internacional de Poesía, Cuento y Teoría de la Poesía (Εκάτη, Ars Poetica. Διεθνής Επιθεώρηση Ποίησης, Διηγήματος και Θεωρίας της Ποίησης), dirigida por Stelios Karayanis (Samos, 1956), poeta y ensayista representativo de la generación del 80, hispanista y traductor.
Weblog del tiempo (2021) es un poemario con una estructura cronológica que se configura a partir de imágenes y recuerdos de distintos momentos evolutivos del desarrollo vital de la poeta. Prologado por Albert Torés, la colección de poemas «pone en un primer plano la importante función de lo estilístico en su producción poética, pues ha sabido contraponer sonetos, barroquismo, perspectiva clásica frente a humanismo contemporáneo, modernidad y formalismo simbólico».
En la primavera de 2022 publica, en la editorial Imagenta, Voces del Estrecho, que contiene parte de la obra poética de la escritora algecireña y del poeta y escritor marroquí Aziz Amahjour. Se trata de un libro bilingüe (español y árabe), cuya traducción ha sido realizada por el profesor Hassan Boutakka y el propio Amahjour.
Ese mismo año publica, en la editorial Diwan Mayrit, La soledad que nos habita, una exhortación lírica a la vida, a la historia de las preocupaciones humanas a partir de las vivencias de soledad.
Su poesía ha sido recogida en la antología Poetisas españolas (tomo IV de 1976 a 2001) de Luzmaria Jiménez Faro en Editorial Torremozas, así como en la Antología Humanismo Solidario (Poesía y Compromiso en la sociedad contemporánea), con un amplio estudio de Remedios Sánchez García, profesora de la Universidad de Granada y con selección de poemas de Marina Bianchi, profesora de la Universidad de Bérgamo, Italia, en Editorial Visor, año 2014. Igualmente, su obra ha sido objeto de investigación por las profesoras Susana Medrano de la Universidad San Juan Bosco de la Patagonia y Lola Hidalgo Calle de la Universidad de Tampa en Florida. Esta última junto a Mark Putnam, de la misma Universidad, publicaron el primer volumen de la antología Mujeres Poetas del siglo XXI en Andalucía, en la que la poesía de Paloma Fernández Gomá (poemas escogidos de El Ocaso del girasol, Ángeles del desierto y Calendas) comparte espacio y protagonismo con Juana Castro Muñoz, Rosa Díaz, María Rosal, María Sanz, María del Valle Rubio y Pilar Sanabria.
La prestigiosa revista literaria Altazor (nombre de la obra cumbre del poeta chileno Vicente Huidobro), que edita la Fundación homónima del escritor y cuya finalidad es publicar la totalidad de la obra huidobriana en sus distintas facetas —poesía, narrativa y dramaturgia—, los estudios realizados sobre el autor y la difusión y promoción de las voces más significativas de la poesía latinoamericana y mundial, la incluye en la sección: Autores. Poetas universales. Y con el título de Carpe Diem, recoge los poemas Los niños, Carpe Diem y Palabra (del poemario Iris); Tamuda (del poemario Espacios oblicuos) y un poema inédito titulado Beber la cicuta. Por otra parte, los editores de la obra “Las Olvidadas. Reflexiones en torno a treinta poetas andaluzas imprescindibles” la incluyen en esta selección, donde, desde la aproximación a la trayectoria de cada una de las poetas llevada a cabo por especialistas, se da noticia de su aportación en la lírica española, con el propósito de dar a conocer a las nuevas generaciones la poesía escrita por mujeres cuya aportación resulta merecedora de su inclusión en el canon escolar del siglo XXI.
En 2024, la revista literaria Baquiana (editada en Miami, Estados Unidos) recoge en su Nº 129-130/Enero-Junio, en la sección poética, los poemas: Memoria sin nombre, Labios ausentes, Corsarios de la soledad, Conchas vacías, Tormenta y Vínculos. Poemas en los que habitan la soledad, las ausencias y la memoria que arrastra el tiempo, pero también la esperanza.
Ese mismo año publica, en la editorial Canente, la obra poética Antología (1991-2023, reseñada en la revista Entreletras y en la revista República de las Letras de la ACE (Revista de la Asociación Colegial de Escritores de España) por el filólogo y ensayista Pedro García Cueto, y por José Sarria Cuevas en la web de ACE-A (Asociación Colegial de Escritores de España, Andalucía).
A su obra en prosa pertenece el libro Veinticuatro retratos de mujer, donde el género de la narrativa breve se mezcla con el relato histórico de marcada impronta femenina. Aquí el lector camina por distintas épocas históricas, desde las epopeyas homéricas hasta la actualidad, entre narraciones en las que las mujeres son sus protagonistas. Dichos relatos vienen referenciados en la tesis doctoral de Antonio Huertas Morales La Edad Media contemporánea. Estudio de la novela española de tema medieval (1990-2012) y en la publicación La imagen de la mujer y su proyección en la literatura, la sociedad  y la historia, de Daniele Cerrato y Mercedes González de Sande.

## Obra
Poesía
- El Ocaso del Girasol. Ed. Fundación José Luis Cano, Algeciras, 1991

- Calendas. Editorial Torremozas, Madrid, 1993

- Senderos de Sirio. Ed. Ayuntamiento de Bornos, Cádiz, 1999

- Sonata floral. 1999 (Premio de Poesía Victoria Kent)

- Umbral de vigilias. Ed. Ayuntamiento de Bornos. Fundación Municipal de Cultura Luis Ortega Brú. Cuaderno de literatura, 82. Aula de Literatura José Cadalso de San Roque. Cádiz, 2000

- Paisajes íntimos. Ed. Corona del Sur, Colección Biblioteca General, Málaga, 2000

- Lucernas para Jericó. 2003

- Tamiz del desasosiego. 2003

- Cáliz amaranto. Editorial Torremozas, Madrid, 2005 (finalista del premio de la Crítica de Andalucía 2005)

- Ángeles del desierto. Ed. Ayuntamiento de Málaga, 2007 (traducido al francés)

- Desde el alféizar. 2008

- Acercando orillas. Fundación Dos Orillas, Diputación de Cádiz, 2008

- Zéjeles de alborada. 2010 (en la versión bilingüe español-árabe, ha sido traducido al árabe por el profesor de la Universidad de Tetuán, Chakib Chairi, y publicado por la editorial Imagenta, Tarifa, 2019)

- Espacios oblicuos. Ed. Devenir, Madrid, 2015

- Interpretación de Dulcinea. Ed. Corona del Sur, Málaga, 2015 (poesía visual)

- Las edades del alma. Editorial Torremozas, Madrid, 2016

- Iris. Editorial Ánfora Nova, Córdoba, 2017

- Weblog del tiempo. Editorial Corona del Sur, Málaga, 2021

- La soledad que nos habita. Editorial Diwan Mayrit, Madrid, 2022

- Las tierras de Silo. Editorial Anáfora, Córdoba, 2022

- Antología (1991-2023). Canente Libros, Málaga, 2024

Narrativa
- Veinticuatro retratos de mujer. Ed. Fundación Municipal de Cultura José Luis Cano, Algeciras, 2007

Antologías
Antologizada en:
- Poesía y democracia (1976-1996), de Francisco Peralto. Ed. Corona del Sur, Málaga, 1997.

- La Plata Fundida (1970–1995). Coordinada por Alejandro Luque de Diego. Quorum Libros Editores, Cádiz, 1997.

- Las flores idílicas, de Francisco Peralto. Ed. Corona del Sur, Málaga, 1998.

- Laberinto de amor, de Francisco Peralto. Ed. Corona del Sur, Málaga, 1999.

- Poetisas españolas. Antología general, tomo IV: De 1976 a 2001, de Luzmaría Jiménez Faro. Ed. Torremozas, Madrid, 2002.

- Pólvora Blanca. Antología de poetas por la paz y la palabra. Balbina Prior. Ed. Colectivo Abierto de Poetas Cordobesas, Córdoba, 2003.

- Final de entrega: Antología de poet@s contra la violencia de género, coordinada por Balbina Prior. Colectivo Ediciones, Córdoba, 2006.

- Poesía viva de Andalucía, de Raúl Bañuelos, José Bru, Dante Medina y Ramsés Figueroa. Ed. Universidad de Guadalajara, México, 2006.

- Cuentistas madrileñas, de Isabel Díez Menguez. Ed. La Librería, Madrid, 2006.

- Marruecos en la poesía española actual, de Antonio Rodríguez Jiménez. Ed. Publicaciones Obra Social y Cultural Cajasur, Córdoba, 2008.

- Una habitación propia, número especial que el “Fantasma de la Glorieta” (dirección de Félix Morales Prado) dedica a la Poesía Femenina Actual, en las voces de sus autoras.[32]

- Trato preferente. Voces esenciales de la poesía actual en español, de Balbina Prior. Ed. Sial, Madrid, 2010.

- Humanismo Solidario (Poesía y Compromiso en la sociedad contemporánea). Remedios Sánchez García. Ed. Visor, Madrid, 2014.

- A Study of Twenty-First Century Andalusian Poetry. Lola Hidalgo-Calle and Mark Putnam. University of Tampa, 2016.

- Actuales voces de la poesía hispanoamericana: Antología en homenaje a Ingleberto Salvador Robles Tello. Ediciones Literarte, Buenos Aires, 2017.

- Mujer, Mundo y Muerte: Antología de poesía contemporánea escrita por mujeres. Coordinada por Virginia Fernández Collado. Ediciones del Genal. Biblioteca Fondo Kati, Málaga, 2017.

- Por ti mujer. Uniendo fronteras. Coordinadoras: Clara Correia y María Sánchez. Editorial Wanceulen, Sevilla, 2018.

- Mundo de mujeres. Escritores solidarios. Ediciones Azimut, Málaga, 2019.

- Mueve la voz Amor de mi gemido. Puebla de los Infantes, Sevilla, 2024.

## Premios y distinciones
- Premio de poesía Victoria Kent (1999)

- Premio de poesía María Luisa García Sierra (1999)

- Premio La Barraca de las Letras y el Teatro (2010)

- Mención Honorífica Extraordinaria de la Asociación de Mujeres Progresistas Victoria Kent de Algeciras por su labor intercultural.[33]

- La revista de la Asociación Actuales Voces de la Poesía Latinoamericana, fundada por el escritor George Reyes, la nombra "Miembro Distinguido" en 2020.

Desde el año 2000, la autora no se presenta a convocatorias de premios literarios.